# أدب لاتيني
الأدب اللاتيني (باللاتينية: Litterae Latinae)، يشمل المقالات وكتب التاريخ والقصائد والمسرحيات والكتابات الأخرى المكتوبة باللغة اللاتينية. بدأ حوالي في القرن 3 ق.م، وقد استغرق الأمر قرنين من الزمان لتصبح من الأدب السائد في روما القديمة مع الذين لا يزالون يقرأون ويكتبون باللغة الإغريقية، كما كان ماركوس أوريليوس (121-180 م). ومن نواح عدة يبدو هذا الأدب وكأنه استمرار للأدب الإغريقي مستعملا الأشكال نفسها، ومع هذا فإن الأدب اللاتيني يعكس أيضًا حياة وتاريخ روما القديمة.
كانت لغة الرومان القدماء اللاتينية، ولكنها كانت كذلك لغة تواصل مشترك لأوروبا طوال العصور الوسطى، بحيث يتضمن الأدب اللاتيني ليس فقط الكتاب الرومان مثل شيشرون، ورغيليوس، أوفيد وهوراس، بل يشمل أيضا الكتاب الأوروبيين بعد سقوط الإمبراطورية من الكتاب الدينيين مثل القديس أوغسطينوس (354-430 م) والأكويني (1225-1274)، وللكتاب العلمانيين مثل فرانسيس بيكون (1561-1626) وباروخ سبينوزا (1632-1677).

## التاريخ

### الأدب اللاتيني المبكر
بدأ الأدب اللاتيني الرسمي عام 230 ق.م. عندما شاهد جمهور روماني نسخة لاتينية لمسرحية إغريقية، قام بتحويلها وتكييفها ليفيوس أندرنيكوس، وهو إغريقي اقتيد إلى روما بوصفه أسير حرب عام 272 ق.م. بالإضافة إلى ذلك ترجم أندرونيكوس الأوديسة، ملحمة هوميروس الإغريقية، إلى نمط قديم من الشعر اللاتيني يُسمّى الشعر الساتورني. أما أول شاعر لاتيني كتب في موضوع روماني فكان غنويوس نافيوس في القرن 3 ق.م، إِذ كتب قصيدة ملحميّة حول الحرب البيونية الأولى التي شارك فيها. أما مسرحيات نافيوس فكانت بشكل رئيسي إعادة كتابة لأصول إغريقية. إلا أنه بالإضافة إلى ذلك كتب مسرحيات مأساوية تستند إلى الأساطير الرومانية والتاريخ الروماني.
خلف نافيوس كتاب ملحميون آخرون، إذ ألف كوينتوس إنيوس ملحمة تاريخيّة أطلق عليها اسم الحوليات (مباشرة بعد عام 200 ق.م.) يروي فيها التاريخ الروماني بدءًا من تأسيس روما وحتى عصره، وفي هذه الملحمة تبنّى الشاعر بحر الشعر الإغريقي السداسي ذا التفعيلة الدكتيلية، وأصبح هذا البحر الصيغة الشعرية المتعارف عليها للملاحم الرومانية. وقد اشتهر أيضًا بما كتب من مسرحيات مأساويّة، وفي هذا المجال كان أبرز خلفائه الكاتبان ماركوس باكوفيوس [الإنجليزية] ولوسيوس أكيوس، ولم يستعمل هؤلاء الكتاب الثلاثة أحداثًا من التاريخ الروماني إلا نادرًا. وبدلاً من ذلك كتبوا نسخًا لاتينية لمواضيعَ مأساوية كان الإغريق قد عالجوها، إلا أنهم عندما قلدوا الإغريق لم يخضعوا للأصل خضوعًا تامًا، ولم يصل إلينا سوى أجزاء من مسرحياتهم.

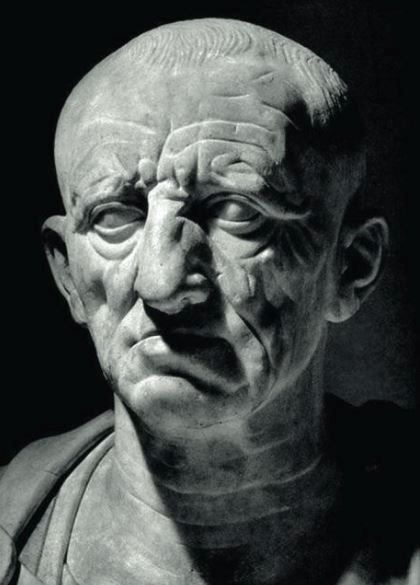
كاتو الأكبر

إن معرفتنا بالكوميديا اللاتينية الأولى أكبر بكثير، إذ وصلت إلينا منها عشرون مسرحية كامله للكاتب بلاوتوس و 6 مسرحيات للكاتب ترنتيوس. وقد اتخذ هذان الكاتبان الكوميديا الإغريقية الحديثة نموذجًا لهما، إلاّ أنهما قد تصرَّفا في حَبْك وأسلوب الأُصول. وهكذا نجد أن بلوتوس قد نشر الأغاني في مسرحياته وزاد من الفكاهة بالتَّورية والنكات والعمل الهزلي للممثلين. لقد عالجت مسرحيات ثَـرَنس المواقف العائلية بأسلوب مهذب. ولقد كانت أعماله مصدر الإلهام الرئيسي للكوميديا الفرنسية والإنجليزية في الستينيات من القرن 17.
وخير ما يعطي فكرة عن نثر تلك الفترة هو كتاب حول الزراعة (160 ق.م) للكاتب كاتو الأكبر. كتب كاتو أيضًا أول تاريخ لاتيني لمدينة روما وغيرها من المدن الرومانية، وكان بالإضافة إلى ذلك أول روماني يُدوِّن خطبه السياسيّة بهدف التأثير على الرأي العام.
وانتهى الأدب اللاتيني المبكر بالشاعر جايوس لوسيليوس [الإنجليزية] الذي ابتدع نوعًا جديدًا من الشعر في كتبه الثلاثين من مؤلّفه السخريات الأدبية (القرن 2 ق.م) واستعمل نبرة محادثة سهلة فيما كتب من مواضيع عن الكتب والطعام والأصدقاء والأحداث الجارية. وفي أوائل القرن 2 أوصل جوفينال الهجاء اللاذع إلى درجة من الإتقان جعلته نموذجًا احتذاه كثيرون من الكُـتّاب الذين أتوا بعده.

### العصر الذهبي
كان الأدب اللاتيني في أحسن مستوى له في الفترة مابين 81 ق.م و 17 م. وقد ابتدأت هذه الفترة بأول خطبة معروفـة لشيشرون وانتهت بوفاة أوفيد.

#### عصر شيـشرون

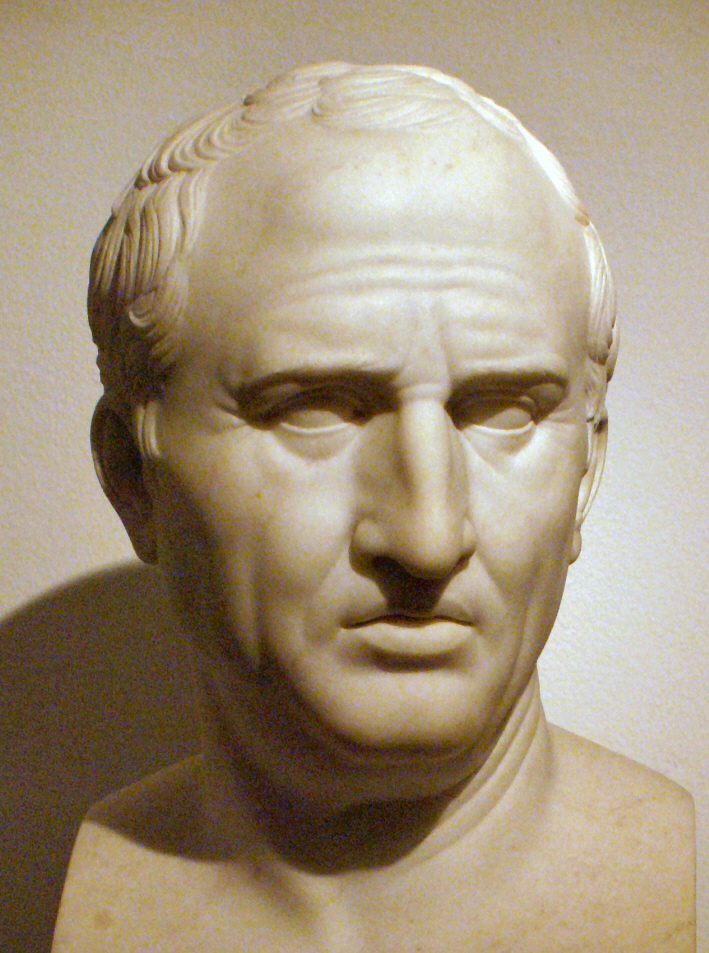
شيـشرون

كان شيشرون أبرع كاتب نثر لاتيني، وقد سيطر على الأدب اللاتيني في عام 80 ق.م. حتى وفاته عام 43 ق.م. ويمكن تقسيم كتاباته إلى مجموعات أربع هي:
- الرسائل
- المقالات البلاغية
- الأعمال الفلسفية
- الخطب.

وتقدِّم رسائله معلومات مفصّلةً عن فترة مهمة من التاريخ الروماني، وتُعطي صورة حية عن الجمهور والحياة الخاصة للطبقة الرومانية الحاكمة. وتُعَدُّ مؤلفات شيشرون في الخطابة أثمن المصادر اللاتينية للنظريات القديمة حول الثقافة والبلاغة. أما مؤلفاته الفلسفية فكانت قاعدة الفلسفة الأخلاقية خلال العصور الوسطى. وقد ألهمت خطبُه كثيرين من القادة السياسيين في أوروبا كما استلهمها مؤسِّسُو الولايات المتحدة.

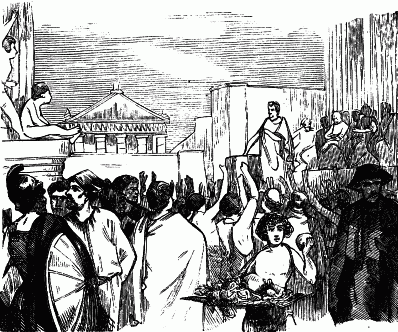
خطيب الروم

كان يوليوس قيصر وسالوست مؤرخينّ بارزيْن في عصر شيشرون. فقد كتب قيصر تعليقات حول الحروب الغالِيّة والأهلية بأسلوب صريح ليبرِّر أعماله بوصفه قائدًا. أما سالوست فقد تبنى أسلُوبًا جافًا وهادفًا في مؤلفاته التاريخية، وكتب وصفًا رائعاً للناس ودوافعهم.
أما مولدُ الشّعر الغنائي في اللغة اللاتينية فحدث خلال الفترة نفسها. إن قصائد الحب الغنائية القصيرة التي كتبها كاتولوس لا تتفوق عليها قصائد أخرى في قوتها العاطفية. وكتب كاتولوس أيضًا قصائد هاجم فيها أعداءه كما اتصفت قصائده المطوّلة بالصور الجميلة المكتوبة بلغة غنية ورقيقة.
وعلى عكس ذلك فقد شرع الشاعر لوكريشيس في تغيير أفكار الفلاسفة الإغريق مثل أبيقور. ويحتوي مؤلف لوكريشيس حول طبيعة الأشياء (55ق.م) على مقطوعات فخمة عديدة تُعَدُّ انتصارًا للعبقرية الشعرية على المادة غير الشعرية.
كان فارو أكثر كُتّاب الفترة علمًا. فقد كتب في موضوعات كثيرة التنوع بدءًا بالدين وانتهاءً بالشعر، لم يصل من مؤلفاته شيء بشكل كامل سوى ماكتبه حول الزراعة واللغة اللاتينية.

#### عصر أغسطس

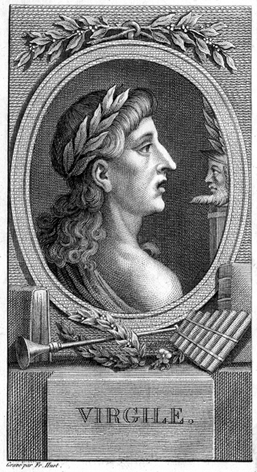
فيرجيل

اهتم الإمبراطور أغسطس بالأعمال الأدبية التي كُتبت خلال سنوات مُلكه من 27 ق.م إلى 14 ق.م. وتُسمَّى هذه الفترة العصر الذهبي للأدب اللاتيني. ففي هذه الفترة نشر ورغيليوس محاوراته الرعوية وقصائده الزراعية التي ربما كانت أجمل ماكتب عن حياة الريف؛ والإنيادة، وهي قصيدة ملحمية تصف الأحداث التي أدّت إلى قيام روما، وفيها يصف ورغيليوس كيف أن البطل الطروادي اينياس أصبح سلفًا للشعب الروماني. وفيها أيضًا يعطينا ورغيليوس تبريرًا أسطوريًا لحكم الرومان للعالم. ومع أن ورغيليوس مات قبل أن يضع اللمسات الأخيرة لقصيدته إلاّ أنها سرعان ما اعتُبرت أعظم عمل في الأدب اللاتيني. ولايزال النقاد يؤيدون هذا الرأي.
أما هوراس، صديق ورغيليوس، فقد كتب قصائد من نوع الأيبودة، والأوْد، والمقطوعات الهجائية ورسائل. لقد سحرت القصائد من نوع الأوْد، بروعتها سواءً في المضمون أو الشكل أو الأسلوب، القراء لمئات السنين. وتبحث الهجائيات والرسائل المشكلات الأخلاقية والأدبية بشكل مهذب وفكه وساخر. أما رسالة هوراس فن الشعر، التي ربما نُشِرَت عملا منفصلا فقد أثّرت كثيرًا في النظريات الشعرية التي أتت فيما بعد. وفيها نجد القواعد الأساسية للكتابة الكلاسيكية كما فهمها الرومان، وبعد وفاة ورغيليوس أصبح هوراس شاعر روما الأوّل.
وقد وصلت المرثية اللاتينية أوجها في أعمال طيبولوس بروبرتيوس وأوفيد. ويهتم معظم هذا الشعر بالحب. انظر: الشعر. وكتب أوفيد أيضًا مؤلَّفًا باسم فاستي يصف فيه الأعياد الرومانية وأصلها الأسطوري. أما أعظم عمل له، وهو التحول فيُعدُّ أفضل مصدر معروف عن الأساطير الإغريقية خلال كل فترة العصور الوسطى وخلال عصر النهضة. وكانت مصدر وحي وإلهام كثير من الشعراء والرسامين والمؤلفين الموسيقيين.
وفي مجال النثر ألّف ليفيوس تاريخ الشعب الروماني في 142 كتابًا، وعلى الرغم من أنه لم يبق منها إلا 35 كتابًا فقط، فإنها تُعَد مصدرا رئيسيا للمعلومات الخاصة بروما.

### فترة الإمبراطورية
أكَّد المؤلفون الرومان ـ منذ وفاة أُغسطس عام 14م حتى حوالي عام 200 م ـ على الأسلوب وجرّبوا طرائق جديدة ومثيرة في التعبير. وخلال حكم نيرون من عام 54 م إلى عام 68 م كتب الفيلسوف الروائي سنكا، لوسيوس أنايوس عددًا من المحاورات والرسائل في مواضيع أخلاقية مثل الرحمة والكرم. وفي كتابه مسائل طبيعية حلّل سنيكا ظواهر الزلازل والفيضانات والعواصف، وكان لمسرحياته المأساوية أكبر الأثر على نمو المسرحيات المأساوية في أوروبا. وكتب ابن أخيه لُوكَان قصيدة ملحمية بعنوان فارساليا (حوالي عام 60 م) يصف فيها الحرب الأهلية بين قيصر وبومبيوس. أما رواية الستيريكون (حوالي 60 م) للكاتب بترونيوس فكانت أول رواية لاتينية. ولم يصلنا من هذا العمل سوى قطع صغيرة، وهي تصف مغامرات شخوص متنوعة من الطبقات الدنيا في مواقف خطرة ومتهورة ومضحكة في عالم الجريمة الصغيرة غالبًا.
شملت القصائد الملحمية ملاحم أرجونوتيكا للكاتب فاليريوس فلاكوس [الإنجليزية] وثَيْبيْد لستاتيوس وبونيكا لسيليوس إيتاليكوس. وعلى يديّ مارشيال وصلت الإبيجرام (قصيدة قصيرة) إلى الصفة اللاذعة المقترنة بها. وهاجم جوفينال الرذيلة بشكل فذّ.
يستحق المؤرخ تاسيتس أن يشغل المقام الأول بين كتاب النثر، إذ أعطى صورة مظلمة لا تُنْسى للإمبراطورية الأولى في مؤلَّفيه تواريخ وحوليّات اللذين كُتِبا في أوائل القرن 2، وكتب معاصره سويطنيوس سيرًا لاثني عشر حاكمًا رومانيًا بدءًا من يوليوس قيصر وانتهاء بدوميتيان. ووَصَفَت رسائل بلينيوس الأصغر الحياة الرومانية في تلك الفترة. وألّف كوينتليان أكمل عمل وصلنا يتعلق بالتربية في العصور القديمة، ومن الأعمال الهامة التي تعود إلى القرن 2 الليالي الإغريقية للكاتب أوليوس جليوس، وهي مجموعة من الطرائف، والتقارير حول مناقشات أدبية دارت بين أصدقائه. وهناك أيضًا رسائل الخطيب فرونتو الموجّهة إلى ماركوس أوريليوس، وأشهر عمل يعود إلى تلك الفترة هو كتاب المسوخ أو ما يُسمى أيضًا الحمار الذهبي للكاتب لوسيوس أبوليوس. وتتحدث هذه الرواية عن رجل شاب مُسخ فجأة إلى حمار. والرواية مليئة بالقصص النابضة بالحياة عن الحب والسحر.

### اللاتينية في العصور الوسطى وعصر النهضة
انتعش الأدب اللاتيني الوثني أخيرًا في أواخر القرنين 2 و 4. فقد أبدع، أميانوس مارسيليانوس في التاريخ، وسيماخوس في الخطابة وأوسونيوس [الإنجليزية] وروتليوس [الإنجليزية] في الشعر. وتتصف الموسيلا لأوسونيوس بحداثة عاطفتها. وهذا يشير بشكل فعَّال إلى نهاية الأدب الكلاسيكي.
وفي الوقت نفسه أرسى رجالٌ أخرون قواعد أدب نصرانيّ لاتينيّ خلال القرنين 4 و 5. ومن هؤلاء الرجال الآباء الروحيون للكنيسة مثل أوغسطينوس وجيروم وأمبروز وأول شاعر نصراني كبير برودنتيوس [الإنجليزية].

## ميزات الأدب اللاتيني
تعكس كثير من الكتابات اللاتينية اهتمام الرومان الشديد بالبلاغة التي هي فن الكلام والإقناع. وكان لمخاطبة الجماهير أهمية كبرى للرومانيين المثقفين لأن معظمهم كان يأمل في الحصول على مهن سياسية ناجحة. وعندما كانت روما جمهورية كانت المخاطبة الفعَّآلة تُـقَرّر من سيُنتخَب أو أية مشاريع قوانين ستُجاز. وبعد أن أصبحت روما إمبراطورية فإن مقدرتها على التأثير فقدت كثيرًا من أهميتها، إلا أن التدريب على البلاغة ظل يزدهر ويُؤثِّر علي أساليب الكتابة. ويتألف جزء كبير من البلاغة من المقدرة على عرض فكرة مألوفة بطريقة جيدة أخَّاذة تجلب الاهتمام، وهكذا أصبح المؤلفون اللاتين أساتذة هذا الفن المنّوع.

### اللغة والصيغة
اللغة اللاتينية لغة ذات صيغ نحوية عديدة للكلمات. ونتيجة لذلك يُمكن استعمالها بإيجاز وجزالة لا تعرفهما اللغة الإنجليزية. وهي أيضًا تميل إلى التوسع والامتداد لأن قواعدها توحِّد حتى أطول الجمل وأكثرها تركيبًا. وُيمكن استعمالُ اللاتينية بإيجاز شديد كما هو الحال في مؤلفات سالوست وتاسيتس، ويمكنها أنْ تحتوي على أشباه جمل عريضة وعامة كما هو الحال في مؤلفات ليفيوس وخطب شيشرون.
تفتقر اللاتنينية إلى المفردات الشعريّةِ الغنيّة التي تُمَـيّز الشعر الإغريقي القديم؛ وللتعويض عن هذا النقص حاول بعض الشعراء اللاتينيين الأوائل اختراع كلمات جديدة مركبة كما فعل الإغريق.
ولكن نادرًا ما كان الكُـتّاب الرومان يخترعون كلمات جديدة. وباستثناء ممارساتهم في الشعر الملحمي فقد مالوا إلى استعمال مفردات مألوفة بإعطائها قيمةً شعريةً بمزج خيالي للكلمات واستعمال كثير من المؤثرات الصوتيـّة. وكان لشعراء روما الكبار مهارة فنية كبيرة في اختيار وترتيب مكونات اللغة، كما كانت لهم معرفة دقيقة بالشعراء الإغريق الذين تظهر مواضيعهم في جميع أشكال الأدب الروماني تقريبًا.
وتنعكس اللغة اللاتينية بوقار شديد في كتابات أوفيد أو شيشرون أو ورغيليوس، مما يعكس الجدّية والشعور بالمسؤولية اللذَيْن تميزت بهما الطبقة الحاكمة في روما إبّان السنوات العظيمة للجمهورية، ولكن الرومان سمحوا لما سمّاه هوراس ب«الخل الإيطالي» أن ينهمر في أنظمتهم على شكل فكاهة ساخرة ونقد.